# 瓦朗加尔国立理工学院

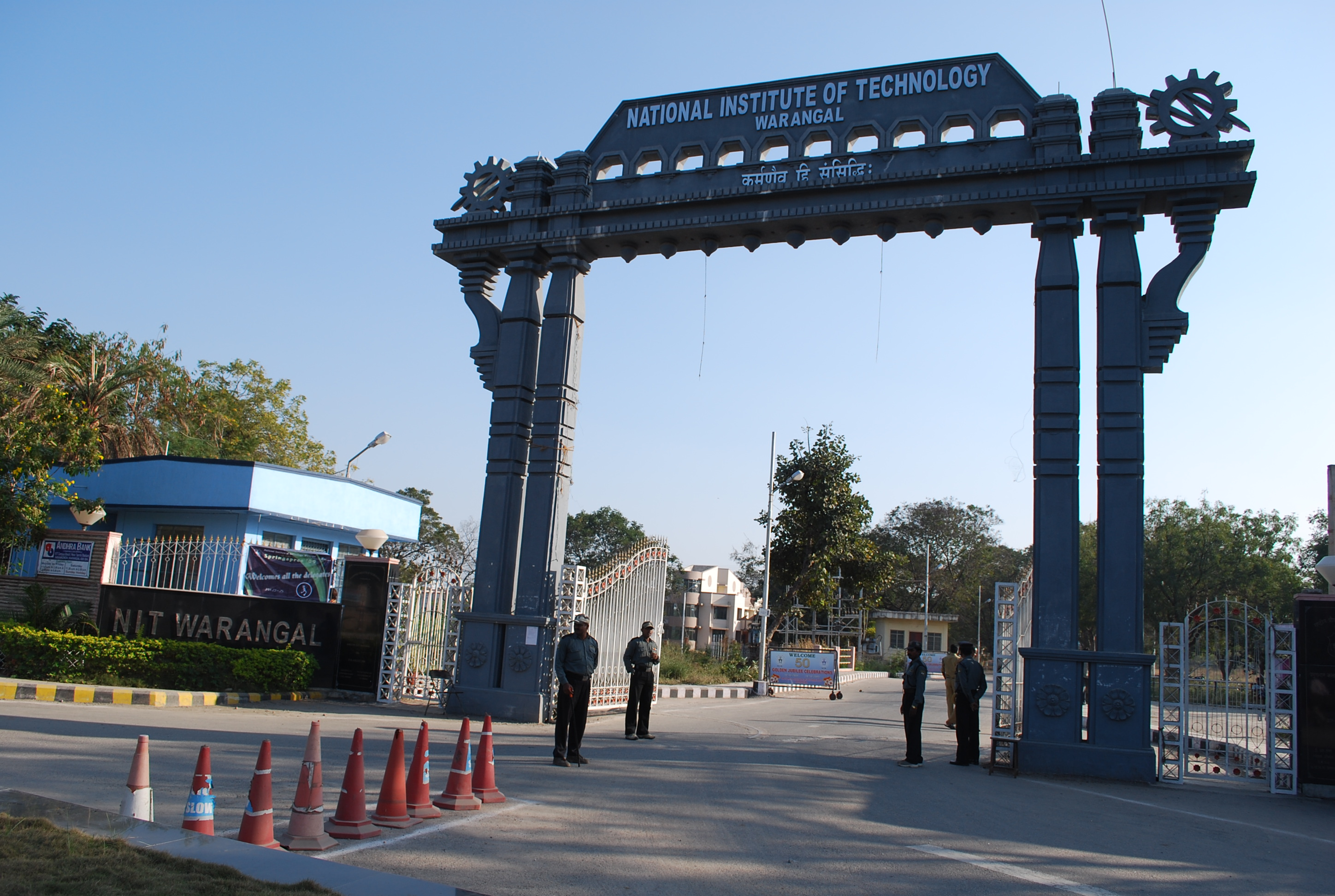
大门

瓦朗加尔国立理工学院（英語：National Institute of Technology, Warangal）是位于瓦朗加尔的国立理工学院。该校是印度政府认定的国家重点院校。

## 历史
瓦朗加尔地区工程学院（Regional Engineering College, Warangal）1959年成立，是全国15所地区工程学院中最早成立的一所。1959年10月10日，当时的印度总理贾瓦哈拉尔·尼赫鲁为其奠基。
1972年，从奥斯马尼亚大学改隶为尼赫鲁理工大学。1976年，改隶为卡卡提亚大学。2002年9月，学院改名为瓦朗加尔国立理工学院，地位同大学。